# UIO: Sácame a Pasear
Pour plus de détails, voir Fiche technique et Distribution.
UIO: Sácame a Pasear est un film colombo-mexico-équatorien réalisé par Micaela Rueda et sorti en 2016.

## Fiche technique
- Titre original : UIO: Sácame a Pasear
- Titre international : Take Me for a Ride
- Réalisation : Micaela Rueda
- Scénario : Micaela Rueda, Juan Jose Vallejo
- Montage :
- Musique :
- Photographie :
- Production :
- Sociétés de production : Ella Tambien Films
- Sociétés de distribution :
- Pays d'origine :  Équateur
- Langue originale : espagnol
- Lieu de tournage : Quito, Équateur
- Genre : Drame, romance saphique
- Durée : 67 minutes (1 h 7)
- Dates de sortie : 2016  Équateur

## Distribution
- Samanta Caicedo : Sara
- Maria Juliana Rangel : Andrea
- Diego Naranjo : le père de Sara
- Patricia Loor : la mère de Sara
- Monserrath Astudillo : la professeure
- Miranda Zepeda : une étudiante
- Mar Coronado Alvarez : une étudiante
- Aricò Arévalo : un étudiant
- Ana Belen Bermeo : une étudiante
- Alejandra Torres Cerda : une étudiante
- Karen Daniela Cerda : une étudiante
- Santiago Cerón : un étudiant
- Rafaela Briceño Galárraga : une étudiante
- Juan José Geller : un étudiant
- Lisette Arévalo Gross : une étudiante